# Plebejerforsamlingen
Plebejerforsamlingen (Latin: Concilium Plebis), undertiden også omtalt som det Plebejerrådet,  Det Plebejiske Råd eller Folkets Råd, var hovedforsamlingen for det almindelige folk (plebejerne) i den Romerske Republik. Forsamlingen fungerede som en lovgivende/retslig forsamling, hvorigennem plebejerne kunne vedtage lovgivning (kaldet plebiscit), vælge plebejertribuner samt plebejiske ædiler og afholde retssager. Plebejerforsamlingen blev oprindeligt organiseret på baggrund af kurie (eller curia), men i 471 f.Kr. blev der vedtaget et organisationssystem baseret på boligområder eller stammer (tribus eller triber). Plebejerforsamlingen mødtes normalt ved Comitiums brønd og kunne kun indkaldes af plebejertribuner. Patricierne var udelukket fra forsamlingen.

## Historie

### Fra 509 til 471 f.Kr
I forbindelse med grundlæggelsen af den Romerske Republik i 509 f.Kr. var det romerske folk inddelt i samlet tredive kurier. Plutarch og Dionysios af Halikarnassos mente, at disse kurier var underdelinger af de tre oprindelige stammer grundlagt af Romulus. Kurierne var organiseret på grundlag af familien og afspejlede således den etniske opbygning af det tidlige Rom. Hver kurie havde endda sine egne festivaler, guder og religiøse ritualer. De tredive kurier samledes i en lovgivende forsamling kendt som Comitia Curiata eller Kurie-forsamlingen. Denne forsamling blev oprettet kort efter byens legendariske grundlæggelse i 753 f.Kr. og valgte formelt nye romerske konger. I denne periode havde plebejere (almindelige borgere) ingen politiske rettigheder og kunne ikke påvirke romersk lov. Hver plebejisk familie var i stedet afhængig af én bestemt patricier-familie (overklasse). I overensstemmelse hermed tilhørte hver plebejisk familie den samme kurie, som var deres patricianske patron (eller mæcen, eller på latin: patronus). På trods af at plebejere tilhørte en kurie, var det kun patriciere, der rent faktisk kunne stemme i Kurie-forsamlingen.
Plebejerforsamlingen blev oprindeligt organiseret omkring embedet som plebejertribun, der blev etableret i 494 f.Kr. Plebejere mødtes sandsynligvis i deres egen forsamling forud for etablingen af embedet som plebejertribun – men denne forsamling havde ingen politisk rolle. Embederne som plebejertribuner og plebejiske ædiler blev etableret i 494 f.Kr. efter den første plebejiske udvandring/strejke (se også Stenderkampene og secessio plebis). I 494 f.Kr. afholdt  plebejerne natlige møder i visse distrikter. Deres tidligste forsøg på organisering fokuserede på spørgsmål vedrørende deres klasse. Nogle af disse problemstillinger omfattede gæld, civil- og landrettigheder samt militærtjeneste. Plebejertribuner havde desuden til hensigt at beskytte plebejernes interesser mod det patricianske oligarki. I 492 f.Kr. blev plebejertribuner-embedet anerkendt af patricierne, hvilket skabte én legitim forsamling for plebejerne (Concilium Plebis). Efter 494 f.Kr. ledte en plebejertribun altid den Plebejiske Kurieforsamlingen. Denne "Plebejiske Kurieforsamlingen" var den oprindelige Plebejerforsamlingen, som valgte plebejertribunerne og de plebejiske ædiler, samt vedtog lovgivning (plebiscita), der kun gjaldt for plebejerne.

### Fra 471 til 27 f.Kr
I løbet af de senere år af det Romerske Kongerige indførte Kong Servius Tullius en række forfatningsreformer. En af disse reformer resulterede i dannelsen af en ny organisatorisk enhed, triber (eller tribus), til at hjælpe med at omorganisere hæren. I modsætning til de etnisk baserede enheder (som tilfældet var med kurie), var triber inddelt efter geografi. Tullius delte byen i fire geografiske distrikter, hvoraf hvert rummede én enkelt triber. Mellem Tullius' regeringstid og det sene 3. århundrede f.Kr. steg antallet af triber fra 4 til 35. I år 471 f.Kr. besluttede plebejerne, at organisering efter triber, da det gav dem en højere grad af politisk uafhængighed fra deres patricianske patroner, hvilket kurierne ikke gjorde. Derfor blev der omkring 471 f.Kr. vedtaget en lov, der tillod plebejere at organisere sig efter triber. Som følge heraf begyndte den "Plebejiske Kurieforsamling" at bruge triber i stedet for kurier som grundlag for organisering. Dermed skiftede Plebejerforsamlingen også fra en "Plebejiske Kurieforsamling" til en "Plebejiske Tribusforsamling".

### Efter 27 f.Kr
Selvom Plebejerforsamlingen overlevede den Romerske Republiks fald, mistede den hurtigt sine lovgivende, dømmende og valgretlige magt til Senatet. Både Julius Cæsar og Kejser Augustus havde – som følge af deres status som evige tribuner – altid absolut kontrol over Plebejerforsamlingen.
Plebejerforsamlingen forsvandt kort efter Kejser Tiberius' regeringstid (r. 14–37).

### Primære kilder
- Ciceros De Re Publica, anden bog
- Rome at the End of the Punic Wars: An Analysis of the Roman Government; by Polybios

### Sekundært kilder
- Considerations on the Causes of the Greatness of the Romans and their Decline, by Montesquieu
- The Roman Constitution to the Time of Cicero
- What a Terrorist Incident in Ancient Rome Can Teach Us
- Smith's Dictionary of Greek and Roman Antiquities, article Concilium